# جون إم. روجرز
جون إم. روجرز (بالإنجليزية: John M. Rogers)‏ هو قاضي أمريكي، ولد في 26 يونيو 1948 في روتشستر في الولايات المتحدة.

## وصلات خارجية
- جون إم. روجرز على موقع إن إن دي بي (الإنجليزية)